# L'Actrice (film, 1942)
Pour l’article homonyme, voir L'Actrice.
Pour plus de détails, voir Fiche technique et Distribution.

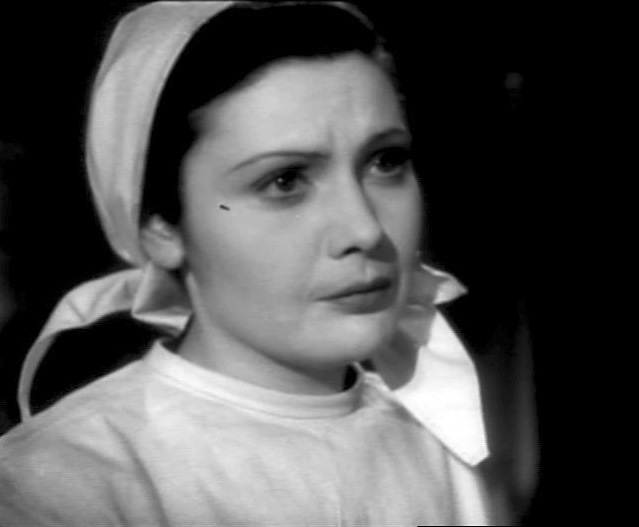
Galina Sergeeva dans le film "L'actrice" en 1942

L'Actrice (Актриса, Aktrisa) est un film soviétique réalisé par Leonid Trauberg, sorti en 1942,.

## Fiche technique
- Photographie : Andreï Moskvin
- Musique : Oskar Sandler
- Décors : Evgeniï Eneï